# Schischkinia
Schischkinia, monotipski biljni rod iz porodice glavočika. Jedina vrsta je S. albispina, jednogodišnja raslinja iz Srednje Azije.

## Sinonimi
- Centaurea albispina (Bunge) B.Fedtsch.; Rastit turkest (text): 757 (1915)
- Microlonchus albispinus Bunge; Del. Sem. Horti Dorpat. 1843: 8 (1843), bazionim
- Oligochaeta albispina (Bunge) Briq.; Archiv. Sci. Phys. & Nat., Geneve V. 12: 113 (1930)
- Oligochaeta leucosmerinx Rech. f. & Köie; K. Danske Vid. Selsk., Biol. Skrift. 8: No. 2 (Symb. Afgh. II.) 184 (1955)